# Andrej Mikhnevitj
Andrej Anatolevitj Mikhnevitj (hviderussisk: Андрэй Анатолевіч Міхневіч tr. Andrej Anatolevitj Mikhnevitj ; russisk: Андрей Анатольевич Михневич) (født 12. juli 1976 i Babrujsk, Sovjetunionen) er en hviderussisk atletikudøver (kuglestøder), hvis største triumf i karrieren er VM-guldet fra Paris 2003. I Osaka 2007 vandt han desuden bronze, ligesom han sikrede sig bronzenmedaljen ved OL i Beijing 2008.
En af Mikhnevitj's største konkurrenter er danskeren Joachim B. Olsen.